# Ed Harcourt
Ed Harcourt (né Edward Henry Richard Harcourt-Smith le 14 août 1977 dans le quartier de Wimbledon à Londres) est un chanteur anglais.

## Biographie
Troisième fils d'un officier de l'armée britannique, il grandit au manoir de Wootton (en), à Folkington dans le Sussex de l'Est. Il est un petit neveu de l'auteur Elizabeth David et Nicholas Ridley, et un arrière-petit-neveu de l'ancien maire d'Eastbourne, Roland Gwynne.

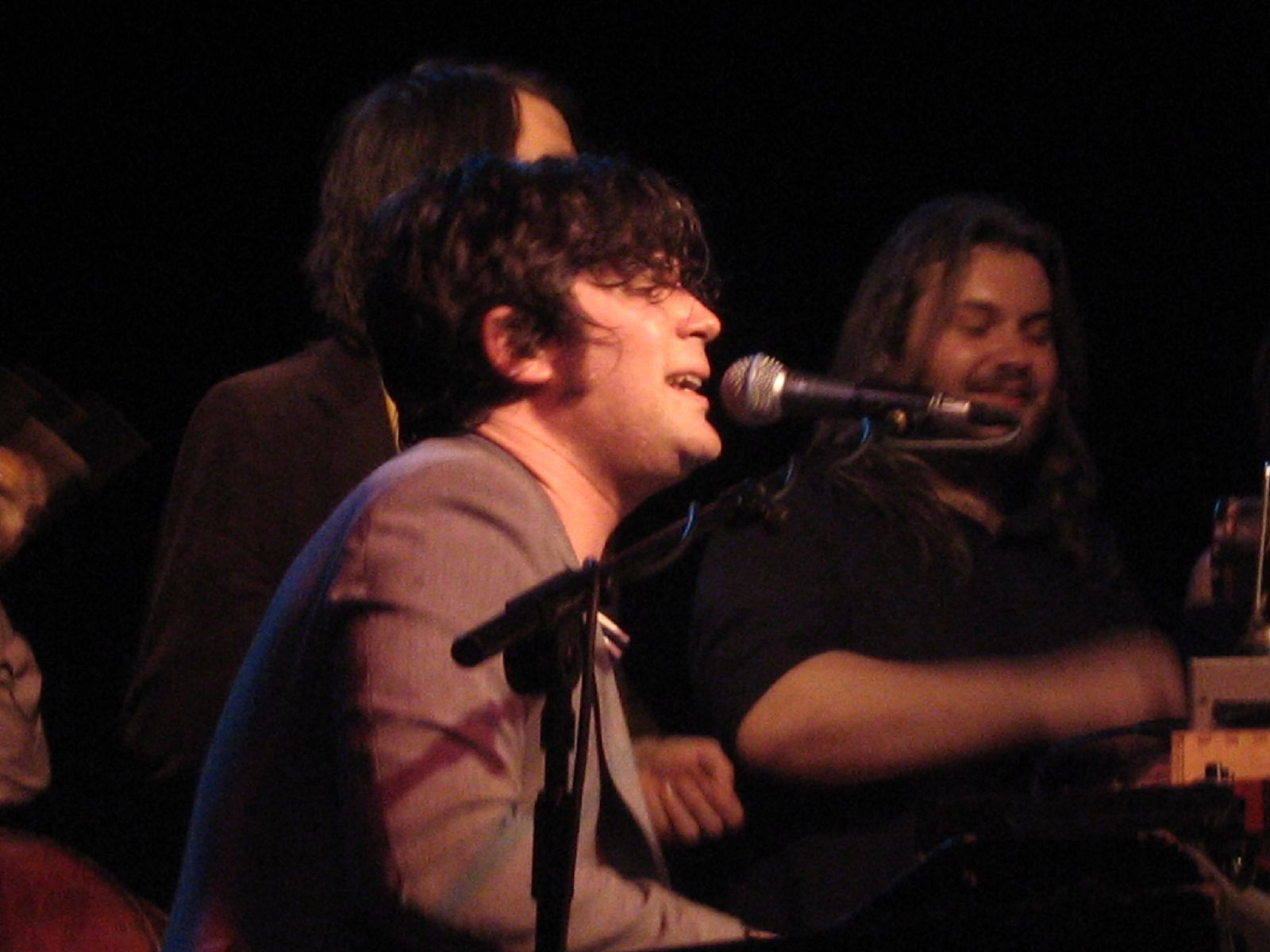
Ed Harcourt en 2006

Il apprend le piano dès l'âge de neuf ans. Il joue d'abord de la basse et des claviers pour un groupe appelé Snug et à un side-project rock intitulé Wild Boar. En 2000, il sort Maplewood, album auto-produit de six titres. Son premier disque, Here Be Monsters, sort un an plus tard.
En octobre 2007, Harcourt sort le best of Until Tomorrow Then: The Best of Ed Harcourt, qui rassemble des morceaux de ses sept premières années, et qui termine son contrat avec EMI. Il a enregistré plusieurs titres pour le trompettiste Erik Truffaz, qu'il avait rencontré pour un hommage à Chet Baker, sur l'album, Arkhangelsk, sorti en 2007. 
En 2009 sort Russian Roulette, un Ep. Il compose également la musique du film Donnie Darko 2 : L'Héritage du sang et prévoit de sortir un nouvel album en 2010, Lustre. Ed Harcourt joue principalement du piano. Mais il joue également du clavier, de la guitare et des percussions. En live, il joue le plus souvent dans un ensemble composé d'un batteur (le plus souvent Raife Burchell), d'un bassiste - Ashley Dzerigian, Arnulf Lindner ou Ali Friend - d'un guitariste - Leo Abrahams ou Ewan Warden - d'une violoniste (Gita Harcourt) et d'une trompettiste (Hadrian Garrard, Gerry Atkins, Nick Etwell ou Stewart Cole). Il se produit en solo et a assuré les ouvertures de concert de nombreux artistes dont R.E.M., Wilco, Beth Orton, Divine Comedy, Supergrass, Norah Jones, The Brian Jonestown Massacre ou Neil Finn. Ed Harcourt a joué avec Patti Smith et Marianne Faithfull notamment au cours de l'année 2005 au festival Meltdown. En 2014, il écrit et compose pour elle sur l'album Give my Love to London.
En octobre 2017, il coordonne le projet Sgt. Pepper's Lonely Hearts Club Band album live à la Philharmonie de Paris pour la chaîne Arte. L'album des Beatles est notamment joué avec Carl Barât et Pete Doherty (The Libertines), Barrie Cadogan (Primal Scream), Danny Goffey et Gaz Coombes (Supergrass).
En 2021, il sort un album au sein du groupe Loup GarouX, composé avec le batteur Cass Browne (Gorillaz) et le bassiste Richard Jones (The Feeling).

## Discographie

### Albums studio
- 2000 - Maplewood (Mini-Album) (Heavenly Records)
- 2001 - Here Be Monsters (Heavenly Records)
- 2003 - From Every Sphere (Heavenly Records)
- 2004 - Strangers (Heavenly Records)
- 2006 - The Beautiful Lie (Heavenly Records)
- 2010 - Lustre (Piano Wolf Recordings)
- 2013 - Back Into the Woods (CCCLX Music)
- 2014 - Time of Dust (Mini-Album) (CCCLX Music)
- 2016 - Furnaces (Polydor Records)
- 2018 - Beyond the End (The Point of Departure Recording / Pias)
- 2020 - Monochrome to Colour (The Point of Departure Recording / Pias)
- 2024 - El Magnifico (Deathless Records)

### Compilations
- 2005 - Elephant's Graveyard (Faces B, raretés, inédits) (Heavenly Records)
- 2007 - Until Tomorrow Then: The Best of Ed Harcourt (Heavenly Records / EMI)

### Clips
| Année | Titre                            | Directeur                                    |
| ----- | -------------------------------- | -------------------------------------------- |
| 2001  | She Fell Into My Arms            | Andy Hutch                                   |
| 2002  | Apple of My Eye                  | Cyndi Rhoades                                |
| 2003  | All of Your Days Will Be Blessed | Barnaby Roper                                |
| 2003  | Watching the Sun Come Up         | Barnaby Roper                                |
| 2004  | This One's for You               | Type2error                                   |
| 2004  | Born in the '70s                 | Kristy Gunn & Alexander Hemming              |
| 2004  | Loneliness                       |                                              |
| 2006  | Visit from the Dead Dog          | DirtyUK (à partir d'un travail de Tom Gauld) |
| 2006  | Revolution in the Heart          | Good Times                                   |
| 2007  | You Put a Spell on Me            | Barnaby Roper                                |
| 2008  | Until Tomorrow Then              | Piper Fergusson                              |
| 2009  | Black Feathers                   | Anonymous                                    |

### Collaborations
- Ed Harcourt a travaillé avec Jamie Cullum, Erik Truffaz, Rosie Thomas, Shivaree, Nada Surf, Dawn Kinnard, Tenebrous Liar, Seafood, Ron Sexsmith, Magne Furuholmen, Yusuf Islam (Cat Stevens), The Streets, New York Fund et Brian Jonestown Massacre.
- Ed Harcourt a produit des morceaux sur l'album de Jonna Lee 10 Pieces, 10 Bruises.
- Il est marié à Gita Harcourt-Smith, née Langley, chanteuse de The Langley Sisters.
- Il a repris le morceau  de Vera Lynn We'll Meet Again pour la chanson de fin du film Severance.

## Liens
- Site officiel
- Ressources relatives à la musique :   - AllMusic
  - Bandcamp
  - Discogs
  - MusicBrainz
  - Muziekweb
  - Rate Your Music
  - Songfacts
  - Songkick
  - SoundCloud
- Ressource relative à l'audiovisuel :   - IMDb
- Notices d'autorité :   - VIAF
  - ISNI
  - BnF (données)
  - IdRef
  - LCCN
  - GND
  - Espagne
  - Pays-Bas
  - Tchéquie
  - WorldCat
- Site du groupe Loup GarouX
- Profil sur MySpace